# 御殿山 (品川区)

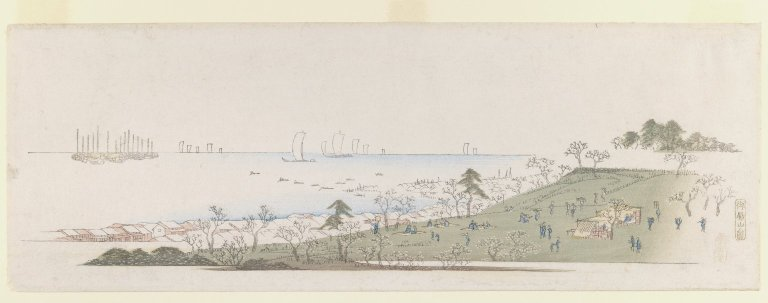
歌川広重が描いた御殿山の図（1836年 - 1843年）

御殿山（ごてんやま）は、東京都品川区北品川にあり高輪台地の最南端に位置する高台である。城南五山に数えられる。

## 歴史
『新編武蔵風土記稿』によれば、太田道灌が江戸城に入る前の長禄年間(1457年 - 1460年)に城を構えて居住していたが（正式名称不明、通称・御殿山城。太田道灌館/品川城の可能性あり。後述）、夢のお告げがあったため江戸城に入り、御殿山城には宇多川和泉守長清を配したという。（『道灌日記』からの引用）。
ただし、実際は江戸城に居を遷したのは長禄元年4月8日（1457年5月1日）であり、居館を品川湊を見下ろすこの地へ居を遷したのは康正元年（1455年）頃と思われ、更に江戸城の築城は康正3年（1457年）であることから、品川より江戸への拠点移動が正しい以上、上記の記述は何らかの間違いを犯していると考えざるを得ない。一応、同じ東京都内、新宿区の筑土八幡近辺に、太田道灌は筑土城（または筑土塁）と連続した館を作っており、こちらの名も全く同じ御殿山、太田道灌別館との呼称が付いている物があるとだけ情報を上げておく。
構えた当時は眼下に、浅草湊と並んで栄えた品川湊を見下ろす高台であり、湊より収入を得る為には、最適の地であったことは間違いない。
徳川家康が江戸城に入ってからは、この場所にあった城は正式に「品川御殿」と呼ばれ、このことからこの場所は正しく御殿山と呼ばれるようになった。（それ以前にも、太田道灌が屋敷を構えていたことから、通称として御殿山といわれていた様だが、先述の通り城主が格の低い者になった時点で「御殿」ではなくなっていた時期があり、その間の名称が品川城であった可能性が高い。）歴代将軍の鷹狩の休息所として、また幕府重臣を招いての茶会の場として利用されていたほか、桜の名所として有名であった。（徳川将軍家による御殿の図面は品川区立品川歴史館に所蔵）
最もこの御殿を利用したのは徳川家光で18年間に200回近くを数え、江戸周辺の御殿（葛西・角田・王子・品川）の中で最も多い物である。しかし元禄15年（1702年）2月11日四ッ谷太宗寺付近の出火で青山から麻布御殿へ至り、品川宿でようやく鎮火、御殿は焼失し8月14日に廃された。寛文年間（1661年 - 1673年）から桜が移植され、文政7年（1824年）の『宿差出明細帳写』（品川町史）によると、御殿山の面積は11,500坪（38,016平方メートル）、600本に及ぶ桜の名所として整備された。
幕末期には、国防のための台場建設用土砂採取場となり、山の北側（現在の北品川3丁目3番、4番付近 - 北品川4丁目7番東側付近）がえぐられ、窪地となったのであるが、弘化2年（1845年）9月に作成された品川宿の明細帳には、詳細は不明も御殿山の北の方に跡地として八間と六間の礎石が残っていた。と記されており、どうやらこの時点までは少ないながらも御殿の跡地の所在は残されていたようである。

開国後の文久元年（1861年）、幕府は英国をはじめ諸外国の公使館を御殿山に建設することを計画した。しかし、翌年12月12日、完成間近の英国公使館を高杉晋作・志道聞多（井上馨）・伊藤俊輔（伊藤博文）ら尊皇攘夷派13名が襲撃し全焼した。
明治4年（1871年）には、鉄道敷設のために切り通しが造られ東西に分断された。付近には益田孝など富裕者の屋敷が多くあった。
明治7年（1874年）12月9日の金星日面通過にそなえ、内務省地理寮（国土地理院の前身）は測量師長コリン・アレクサンダー・マクヴェインの指揮によりここに観測所とカメラ・オブスクラを設置した。 
昭和22年（1947年）1月には、前年に創業したソニーが本社を御殿山地区に移転。御殿山はソニーの「創業の地」とされ、ソニー本社一帯は「ソニー村」とも呼ばれた。しかし、ソニーの本社は平成19年（2007年）に港区に移転し、その後、御殿山地区の施設の売却が進められた結果、平成26年（2014年）にはソニー歴史資料館（2018年12月28日閉館）等が残るのみとなっていた。
ガーデンシティ品川御殿山、御殿山SHビル、プライムメゾン御殿山EAST・WEST、御殿山の丘公園一帯の都市再開発におけるランドスケープデザインが、2013年度グッドデザイン賞受賞。

## 現在の住居表示
御殿山は東京都品川区北品川3 - 6丁目付近の高台に相当する。
品川御殿は北品川3丁目5番付近と推定される。
英国公使館は北品川3丁目5番から6番、北品川4丁目8番東側。
北方の高輪には三菱開東閣で有名な八ツ山（土砂採取され、現在は山はない）がある。そこに向かう八ツ山の坂（八ツ山通り、通称ソニー通り、東京都道317号環状六号線の一部）は、目黒川・五反田付近から端を発し、左に池田山や島津山、中央向かいの八ツ山に並んで右側に御殿山、と「城南五山」のうち4つの山の間を通る坂である。

## ギャラリー

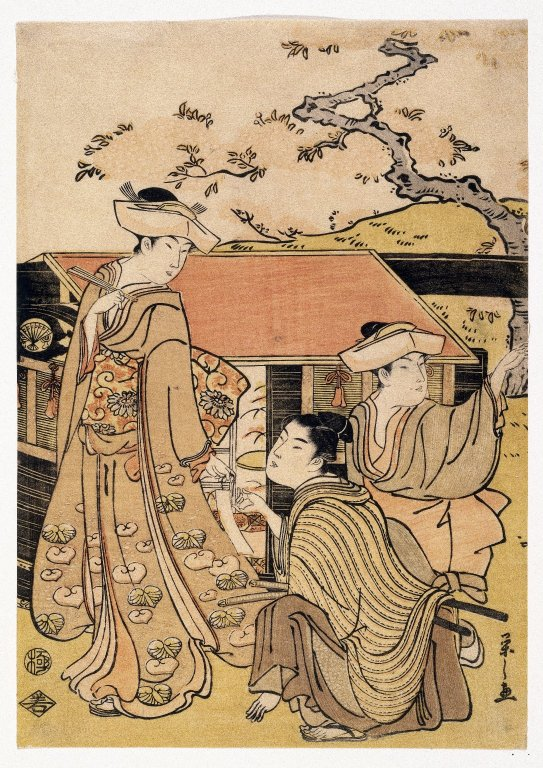
鳥文斎栄之『御殿山花見』（1791年 - 1797年）
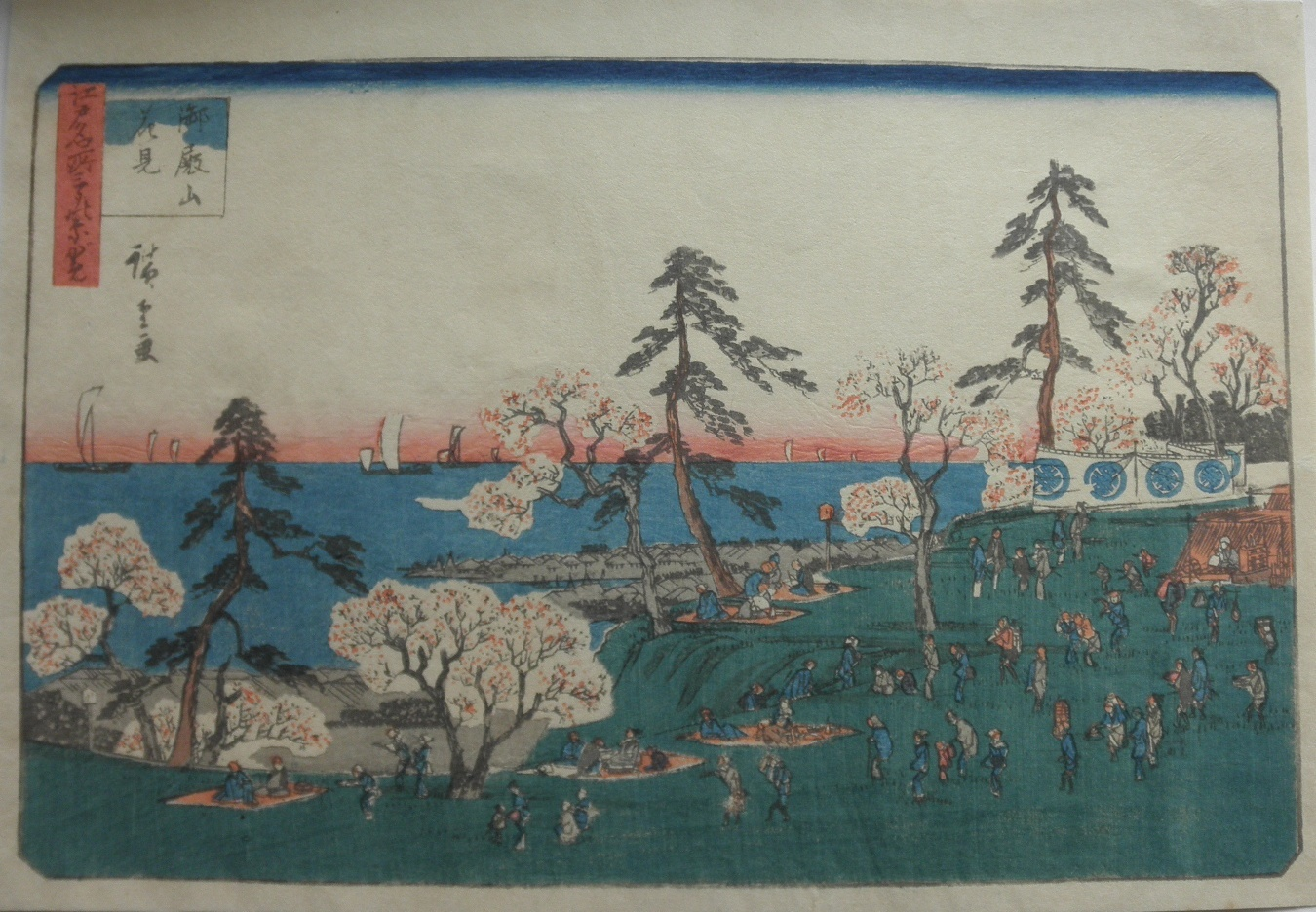
歌川広重『御殿山花見』（1840年）
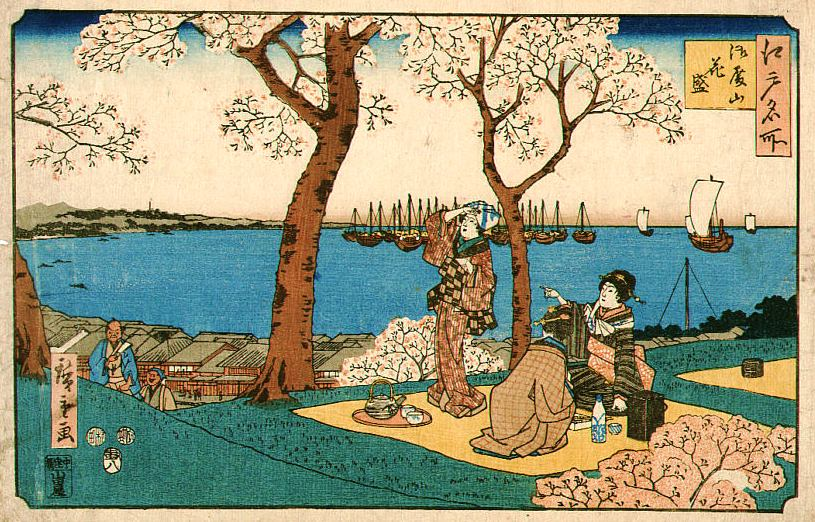
歌川広重『御殿山花盛』